# Ленинский сельсовет (Амурская область)
Ле́нинский сельсове́т — муниципальное образование со статусом сельского поселения в составе Архаринского района Амурской области.
Административный центр — село Ленинское.

## История
18 ноября 2005 года в соответствии с Законом Амурской области № 91-ОЗ муниципальное образование наделено статусом сельского поселения.

## Население
| 2002 | 2010 | 2011 | 2012 | 2013 | 2014 | 2015 |
| ---- | ---- | ---- | ---- | ---- | ---- | ---- |
| 663  | ↘520 | ↘518 | ↘486 | ↘461 | ↘427 | ↘407 |
| 2016 | 2017 | 2018 | 2019 | 2020 | 2021 |      |
| ↘399 | ↘391 | ↘362 | ↘356 | ↘332 | ↗366 |      |

## Состав сельского поселения
| № | Населённый пункт | Тип населённого пункта       | Население |
| - | ---------------- | ---------------------------- | --------- |
| 1 | Красный Исток    | село                         | ↗53       |
| 2 | Ленинское        | село, административный центр | ↘299      |
| 3 | Михайловка       | село                         | ↘10       |